# Calyptocephalellidae gigante de Magallanes
La rana gigante de Magallanes (Calyptocephalellidae) es una especie extinta de anfibio anuro perteneciente a la familia Calyptocephalellidae. Vivió durante el Eoceno medio a superior en el sur de la Patagonia chilena, región austral de América del Sur. Destaca porque la estimación de su tamaño indicaría que de los anuros registrados a nivel global, tanto fósiles como vivientes, este sería el más grande de todos.

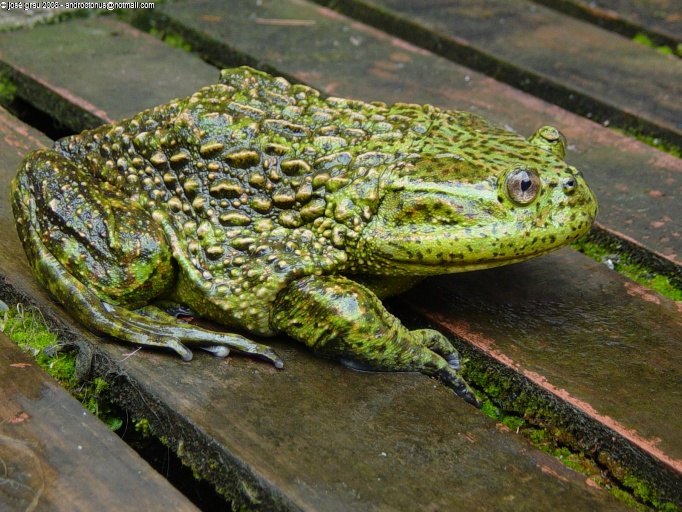
Se ha postulado que este anuro gigante podría haber tenido una apariencia similar a la actual rana chilena (Calyptocephalella gayi).

## Generalidades
La existencia de este anfibio fue dada a conocer en el año 2014 por un grupo de paleontólogos de las universidades de Chile y de Alberta (Canadá): los científicos Rodrigo A. Otero, Paulina Jiménez-Huidobro, Sergio Soto-Acuña y Roberto E. Yury-Yáñez.
El hallazgo del fragmento del anfibio se produjo en el año 2008, pero al ser colectado junto a restos de dientes de tiburón, cocodrilos, tortugas y pingüinos, no pudo ser identificado. Luego de varios años, la localización en otro sitio de restos de otra especie emparentada de rana fósil permitió a los investigadores desentrañar la asignación taxonómica del fragmento de Dorotea.
La pieza exhumada es una porción de un húmero (el que habría tenido un largo estimado de 12 cm). El que exhiba un gran cóndilo ventral distal, junto a la presencia de dos epicóndilos (radial y cubital) lo define como perteneciente a un anuro. De las comparaciones con húmeros del grupo sintético sudamericano Neobatrachia, tanto de sus especies actuales como fósiles, le otorgan una afinidad filogenética con Calyptocephalellidae (Australobatrachia).
Representa el registro más antiguo de esta familia en latitudes elevadas de Sudamérica y el primer anfibio recuperado de la Cuenca petrolífera de Magallanes o Austral. También constituye la primera evidencia de un anuro el cual habría tenido el mayor tamaño de los colectados en todo el mundo, tanto de las especies vivientes como fósiles, ya que con un estimado entre hocico y cloaca de 55 centímetros sería bastante más grande que los 41 cm de la que le sigue, el anfibio fósil malgache Beelzebufo ampinga.

## Distribución y hábitat

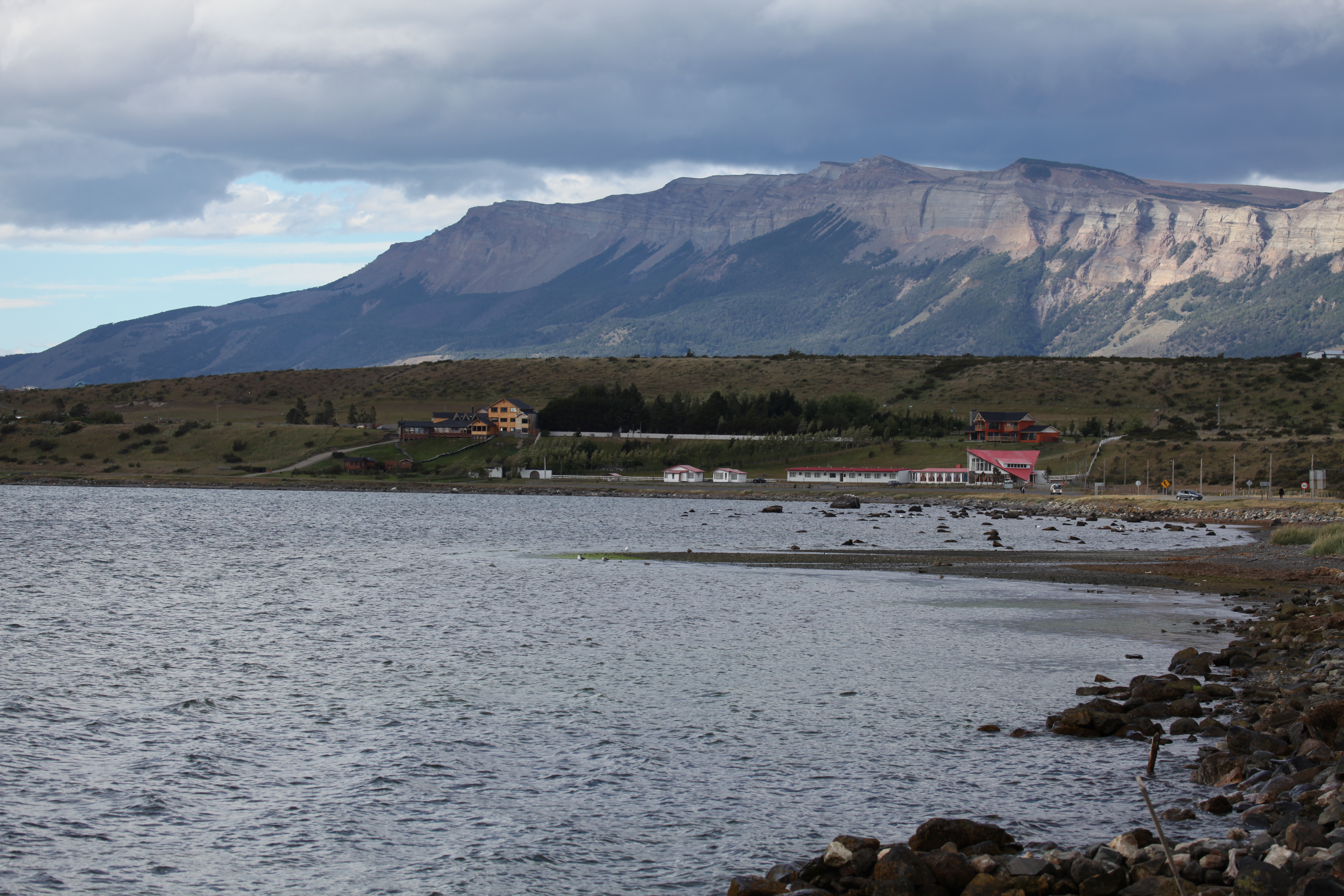
Bahía del lado norte de Puerto Natales. Al fondo de la imagen se observa la sierra Dorotea, en la cual fueron exhumados los restos de este anfibio.

Este taxón fue exhumado en lo que hoy es el sur de la Patagonia chilena, en la sierra Dorotea, en las coordenadas: 51°40′43″S 72°26′12″O / -51.67861, -72.43667, a 6 km al nordeste de la ciudad de Puerto Natales y de senos del océano Pacífico, provincia de Última Esperanza, Región de Magallanes y de la Antártica Chilena. Vivió en ambientes de agua dulce próximos al mar. Su excepcional tamaño corporal sería consecuencia de que su hábitat presentaba un paleoclima desusadamente cálido y húmedo.
El yacimiento paleontológico sierra Dorotea presenta una edad de entre 70 y 40 millones de años, incluso en ciertas zonas alcanza los 17 millones de años. Se hasn recuperado numerosa fauna que en parte convivió con el anfibio gigante, entre los cuales se encuentran varias especies de plesiosaurios, mosasaurios, dinosaurios, cocodrilos, tortugas, 25 especies de tiburones, pingüinos, garzas, y abundantes troncos fósiles que permiten inferir un ambiente forestal para esta fauna.